# Anoplophora albopicta
Anoplophora albopicta är en skalbaggsart som först beskrevs av Masaki Matsushita 1933.  Anoplophora albopicta ingår i släktet Anoplophora och familjen långhorningar.
Artens utbredningsområde är Taiwan. Inga underarter finns listade i Catalogue of Life.